# Pralay (misil)

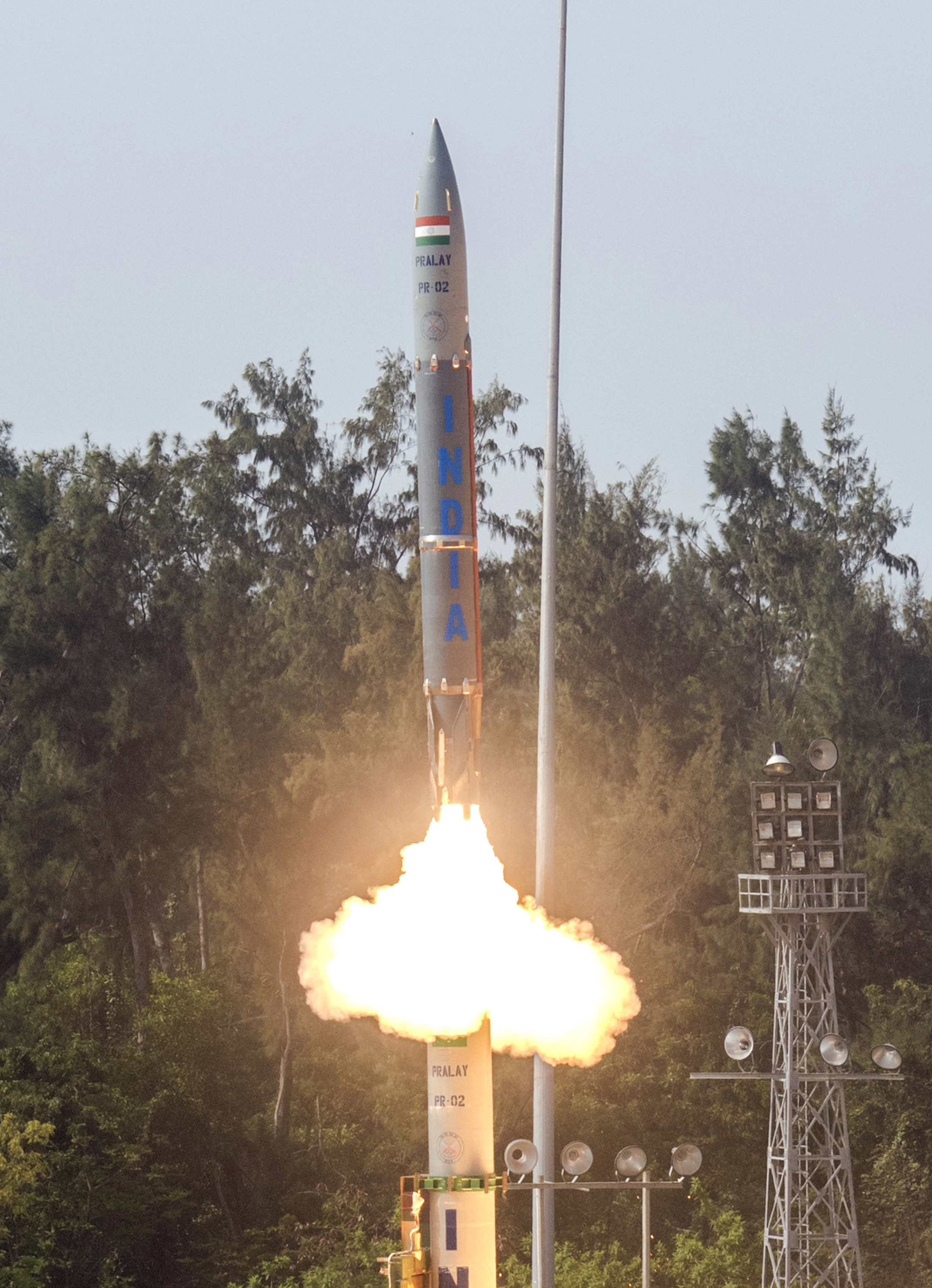
Primer vuelo de prueba del misil tierra-tierra Pralay, desarrollado por India, desde la isla Dr. A.P.J. Abdul Kalam, frente a la costa de Odisha, el 22/12/21.

Pralay (Pralaya: "Apocalipsis") es un misil balístico de corto alcance (SRBM) y misil táctico, superficie-superficie, encapsulado para uso en el campo de batalla, desarrollado por la Organización de Investigación y Desarrollo de Defensa (DRDO) de la India. El misil es una combinación de tecnologías desarrolladas para el interceptor exoatmosférico Prithvi Defense Vehicle (PDV) del Programa de Defensa de Misiles Balísticos de la India y el misil táctico Prahaar. El proyecto para desarrollar Pralay fue aprobado en marzo de 2015 con un presupuesto de 332,88 millones de rupias (equivalente a 500 millones de rupias o 63 millones de dólares estadounidenses en 2023).